# Сочинский конфликт
Сочинский конфликт 1918—1919 годов — попытка захвата Грузией города Сочи и присоединения к Грузии всей черноморской полосы до реки Макопсе недалеко от Туапсе, а также ряда территорий к северу от него. Конфликт завершился поражением грузинских войск, и сохранением Сочи в составе России. Дальнейшее продвижение белых войск генерала Деникина было остановлено под давлением Британии, в результате чего российско-грузинская граница прошла по реке Псоу.

## Политические предпосылки конфликта

### Последствия Брест-Литовского мира
Согласно условиям Брест-Литовского мира, подписанного 3 марта 1918 года, к Турции переходили значительные территории. Учитывая ухудшающуюся ситуацию на европейских фронтах, план Турции состоял в том, чтобы включить в свой состав как можно больше кавказских земель с про-турецки настроенным населением до заключения общего мира, обещавшего Тройственному союзу мало хорошего
.
Хотя Закавказская Конфедерация, в состав которой Грузия входила в этот момент, не признала условия мира, её возможности противостоять турецкому наступлению были ограничены. После нового турецкого наступления в марте-апреле 1918 г. и занятия турками Батуми, Озургети и Ахалцихе, Конфедерация была вынуждена согласиться на переговоры.
По требованию Турции, Конфедерация должна была выступать на переговорах в качестве самостоятельного субъекта. Поэтому 9 апреля 1918 г. она была преобразована в Закавказскую Демократическую Федеративную Республику (ЗДФР).

### Батумская мирная конференция
На Батумской конференции 11 мая 1918 г. (Батуми в это время контролировала Турция), происходившей с участием делегаций Турции, ЗДФР, Горской Республики и Германии, грузинская делегация была вынуждена согласиться на худшие условия, чем те, которые предусматривал Брест-Литовский договор.
В этот же день, 11 мая, представители Горской Республики объявили о её выходе из ЗДФР и создании независимой про-турецкой Горской Республики, куда вошла и Абхазия. Члены присутствующей на конференции делегации АНС Абхазии, среди них А. Шеваршидзе, заявили Турции, что «Абхазия не желает входить в группу закавказских народов, а относит себя к Северокавказскому объединению горцев».
Однако на секретных двухсторонних переговорах, Грузия, более всего опасавшаяся того что Турция может продолжить аннексию её территории, попросила у Германии военной поддержки в обмен на своё вхождение в её сферу влияния, которая, с уже оккупированными Крымом и Украиной, охватывала бы весь север Причерноморья.
Германское командование охотно откликнулось на это обращение, поскольку Германия ещё в апреле 1918 подписала с Турцией секретное соглашение о разделе сфер влияния в Закавказье, согласно которому Грузия и без того находилась в сфере влияния Германии.
Условием германской поддержки являлся выход Грузии из ЗДФР, ввиду невозможности поддержки Германией других её членов — Армении и Азербайджана.

### Свержение большевистской власти в Абхазии
Поддержка Германии открывала перед Грузией возможность компенсировать территориальные потери на юге за счёт присоединения территорий по Черноморскому побережью.
Грузия сделала первый шаг в этом направлении, установив контроль над Абхазией. Уже 17 мая 1918 г. грузинские военные отряды ЗДФР под руководством Валико Джугели вошли в Сухуми и свергли находившееся там у власти большевистское правительство.
Восстановленный ими Абхазский Национальный Совет (АНС) во втором созыве имел состав гораздо более лояльный к Грузии, чем разогнанный большевиками АНС первого созыва.
Как сообщил А. Чхенкели Национальному Совету Грузии: «турки решили послать войска для занятия Сухуми и начали соответствующую подготовку. Однако вскоре ими было получено известие о взятии Сухуми нашими войсками и изгнании большевиков. Это известие подействовало на них как гром среди ясного неба».

### Провозглашение Грузинской Демократической Республики
26 мая 1918 г. была провозглашена Грузинская Демократическая Республика. В акте о независимости не определялись границы Грузии, однако немецкий генерал фон Лоссов в секретном письме от 28 мая 1918 г.

сделал их предварительные наброски и выразил готовность к тому, чтобы «Германия оказала Грузии помощь в деле обеспечения её границ»
.

### Переброска немецких войск в Грузию
В результате заключённого 28 мая 1918 г. договора с Грузией Германия получала контроль над закавказским сырьём (нефть, марганец), железной дорогой и портами.
Трёхтысячный экспедиционный корпус под командованием Фридриха Кресс фон Крессенштайна был переброшен из Крыма в грузинские порты Поти и Очамчира. Военная помощь Германии позволила ликвидировать угрозу со стороны большевиков в Абхазии. Немцы содействовали формированию грузинских вооружённых сил и их подготовке к дальнейшему наступлению.
В течение лета 1918 г. объединённые немецко-грузинские гарнизоны были дислоцированы в различных частях Грузии и усилены войсками, переведенными с Украины и из Сирии, а также освобожденными немецкими военнопленными и мобилизованными немцами-колонистами.

## Занятие Абхазии грузинскими войсками
Весной 1918 года вооруженные силы Грузии вторглись в Абхазию, свергли советскую власть и установили свой контроль над её территорией.
Назначенный генерал-губернатором Абхазии Мазниашвили объявил 23 июня 1918 г. о введении военного положения и потребовал от населения безоговорочного подчинения всем законам Грузии. Этот шаг вызвал протест Абхазии, искавшей поддержку в борьбе с большевиками, но вовсе не стремившейся к политическому подчинению Грузией. Возникший кризис в дальнейшем привел к отставке Р. Какуба с поста министра по делам Абхазии, и избранию 17 июля на его место Р. Чхотуа обещавшего АНС что его «главная цель — защита интересов Абхазии».

## Наступление Грузии на туапсинском направлении
В начале июля грузинские войска пересекли границу Сочинского округа и приступили к аннексии российской территории. В то время Кубано-Черноморская Советская Республика находилась на грани краха под ударами деникинцев и восставших кубанских казаков, и не могла организовать существенный отпор.
Пользуясь поддержкой населения, грузинские войска заняли к 3 июля Гагры и Адлер. Выбив красных с позиций у реки Кудепста 5 июля, они вошли в Сочи.
С 8 июля войска Красной Армии предпринимали попытки контратаковать, однако после серии боев с 15 по 26 июля грузинские войска полностью завладели инициативой и, после 12-часового боя, вошли 27 июля в Туапсе. Вся прибрежная территория к сентябрю 1918 года была оккупирована и объявлена «временно присоединенной к Грузии».
Свои претензии на захваченные территория Грузия обосновывала своим контролем над ними во времена Давида Строителя и царицы Тамары.
В качестве трофеев грузинские войска захватили много пленных, 4 пушки, 12 пулеметов, боеприпасы, корабли, 5 паровозов.
Двигаясь вдоль железной дороги по направлению к перевалу, грузинские силы разгромили 4 августа в шести километрах к северу от Туапсе основную группировку красных войск под командованием Антонова, насчитывающую 4 тыс. чел. и включающую бронепоезд «Борец за свободу № 2», и заняли позиции на 6 км к северу от станции Кривенковская.
Наступление грузинской армии существенно облегчалось тем, что Кубано-Черноморская Советская республика была скована борьбой с ВСЮР.

## Турецкое вмешательство в Абхазии
Введение грузинских войск в Абхазию рассматривалось самими абхазами неоднозначно. Поэтому, когда в конце лета 1918 года Германия стала сворачивать военные операции в Закавказье, а на Северном Кавказе развернулось наступление Северо-Кавказского корпуса турецкой армии под командованием генерала Юсуфа Иззет-паши, адыга по национальности, представители абхазской аристократии в АНС обратились за помощью к турецким абхазам.
Их планы предусматривали включение Абхазии в состав Горской республики, находящейся под турецкой эгидой, однако, так как Турция не могла в этом вопросе открыто выступить против своего союзника Германии, поддержку абхазов планировалось осуществить путём посылки добровольцев.
В июле-августе турецкими частями, состоящими в основном из потомков кавказских мухаджиров, были предприняты попытки морских десантов (так, в ночь на 27 июня 1918 года большой вооружённый десант высадился у р. Кодор), но все они закончились неудачей.
8 августа][когда?] Грузинская администрация 15 августа[когда?] разогнала АНС второго созыва по обвинению в «туркофильстве» и реорганизовала АНС в орган, более удобный для проведения грузинской политики в Абхазии.

## Изменение политической ситуации
После капитуляции Центральных держав осенью 1918 г. и ухода германских и турецких подразделений из Закавказья, ведущая роль в регионе перешла к Великобритании — главному союзнику Добровольческой армии. Великобритания стремилась создать единый антибольшевистский фронт в регионе, но не желала чтобы в Закавказье Россия (равно как и какая-либо другая сила) играла заметную роль и проводила политику в соответствии с принципом «разделяй и властвуй». Поддерживая цели деникинцев в борьбе с большевиками, Великобритания не поощряла их устремления на восстановление «единой и неделимой» России, стремясь сохранять хорошие отношения с Грузией, в значительной мере для обеспечения транспортировки бакинской нефти.
Командование Вооруженных сил Юга России, боровшееся за сохранение единой и неделимой России, не могло допустить потери Россией г. Сочи, поэтому, как только положение на фронте против большевиков улучшилось, на проходивших 25 — 26 сентября в г. Екатеринодаре переговорах генерал Алексеев потребовал немедленно очистить российскую территорию.
Грузинская делегация во главе с министром иностранных дел Е. Гегечкори настаивала на включении Сочинского округа в состав Грузии, что было необходимо для «защиты грузинского населения от большевиков» (несмотря на то, что к данному моменту большевики уже были изгнаны из региона).
26 сентября переговоры между ВСЮР и Грузией были прерваны, и белые повели наступление на позиции грузинской армии.

## Наступление Добровольческой армии
Войска генерала Деникина заняли Сочи, Адлер и Гагры. К 10 февраля 1919 года белые заставили отступить грузинскую армию за реку Бзыбь.
Грузия в своей ноте в адрес Великобритании от 25 декабря выразила серьёзные опасения относительно дальнейших планов деникинцев. В ответ, Великобритании потребовала от Деникина обещания воздержаться от наступления на Сочи и дала соответствующие заверения Грузии. Сочинский округ был объявлен «нейтральным» (но подчиняющимся грузинской администрации), а деникинцам, под угрозой войны, было запрещено дальнейшее продвижение без согласия командующего британскими войсками в Закавказье генерала Уоккера.
В январе 1919 года, на Парижской конференции, представители Грузии представили историческую карту границ государства времен правления царя Давида-Строителя и царицы Тамары, на которой территория Сочинского и Туапсинского округов входила в состав Грузии. На основании представленных исторических свидетельств, границей Грузии предполагалось считать р. Макопсе, расположенную в 14 км к юго-востоку от Туапсе.
Однако там же представители Горской Республики представили карту, на которой Абхазия изображалась в её составе.
Как показало дальнейшее развитие событий, влияние Великобритании на деникинцев было ограниченным. В январе 1919 г., вследствие вызванного грузино-армянской войной межнационального конфликта и «из-за притеснений, чинимых грузинами» восстали армяне Сочинского уезда. Грузинские войска применили артиллерию против восставших армянских сёл. В ответ на просьбы армян о помощи, Деникин, несмотря на тяжёлые бои с Красной армией под Новочеркасском, нарушил соглашение с Великобританией и 24 января двинул войска на Сочи. Проигнорировав протесты англичан, Добровольческая армия, поддержанная ударами с тыла армянских ополченцев, вошла 6 февраля в Сочи, причем был пленен командующий войсками генерал Кониашвили.
8 февраля гарнизоны Сочи и Адлера сдались в плен, в их составе начальник грузинского штаба полковник Церетели. В общей сложности, в Сочи были пленены 700 солдат и 48 офицеров армии Грузии, а число убитых составило всего 7 человек белогвардейцев и 12 человек грузинских войск.
Великобритания заявила Деникину протест, угрожая разрывом отношений, прекращением военных поставок и даже войной, в частности, обстрелом кавказского побережья России из линкоровских орудий. Однако Деникин не только отказался уходить из Сочи, а двинулся на Сухуми, объявив Абхазию частью «единой и неделимой России» (известно что в начале 1919 г. абхазские лидеры вели с деникинцами переговоры, прося их помочь вытеснить грузинские войска из Абхазии).
Грузины попытались остановить их в Гаграх, но были отброшены.
В этот момент англичане предложили деникинцам компромиссный вариант — «нейтрализацию» Сочинского округа с размещением там английских войск. Белым ничего не оставалось, как согласиться и остановиться на границе Сочинского округа по реке Бзыбь.
Этот период характеризовался началом антирусских действий грузинской администрации. Были конфискованы земли русских землевладельцев в Грузии (24 февраля 1919 г.), арестованы активисты Русского национального совета в Тифлисе, военнослужащие. В Великий Четверг 1919 г. грузинские власти опечатали и отобрали у русских прихожан кафедральный собор Тифлиса.

## Итоги
Овладение войсками А. И. Деникина округом в 1919 году фактически сохранило Сочи (и Туапсе) в составе России. Однако Россия всё же утратила Гагринский уезд в междуречье Псоу и Бзыби, а Абхазия, кроме этого, была включена пусть и на договорной основе, но в состав ГССР уже после вхождения Грузии в СССР.

## Сочинский конфликт в кино
- «Железный поток», 1967 г.

## Сочинский конфликт в художественной литературе
- А. Серафимович «Железный поток»
- А. Бондарь, В. Рожкова «Три дня в Туапсе»

## Внешние источники
- Архив статей по Абхазии